# Salmo 90
O Salmo 90 é o 90.º salmo do Livro dos Salmos, geralmente conhecido em português por seu décimo segundo versículo na Versão Almeida Corrigida Fiel: "Ensina-nos a contar os nossos dias, de tal maneira que alcancemos corações sábios". Na versão grega da Septuaginta da Bíblia e em sua tradução latina Vulgata, esse salmo é o Salmo 89 em um sistema de numeração ligeiramente diferente. Em latim, é conhecido como "Domine refugium tu factus es nobis". Único entre os Salmos, este é atribuído a Moisés, sendo então o primeiro Salmo a ser escrito cronologicamente, daqueles que se tem conhecimento dos autores.
O Salmo também é bem conhecido por seu versículo 4, que é citado no Novo Testamento por Pedro, e por sua referência no versículo 10 à expectativa de vida humana de 70 ou 80 anos ("setenta anos, e se alguns, pela sua robustez, chegam a oitenta anos" na versão Almeida Corrigida Fiel). Acredita-se que este versículo foi a influência para as palavras de abertura do discurso de Gettysburg de Abraham Lincoln.

## Texto
O Salmo 90 foi escrito originalmente na língua hebraica, e está dividido em 17 versículos.

### Versão da Bíblia Hebraica
O texto a seguir está relatado conforme o original da Bíblia Hebraica:
| Versículos | Hebraico                                                                             |
| ---------- | ------------------------------------------------------------------------------------ |
| 1          | תְּפִלָּה֘ לְמֹשֶׁ֪ה אִֽישׁ־הָֽאֱלֹ֫הִ֥ים אֲֽדֹנָ֗י מָע֣וֹן אַ֖תָּה הָ֘יִ֥יתָ לָּ֜֗נוּ בְּדֹ֣ר וָדֹֽר                                  |
| 2          | בְּטֶ֚רֶם \| הָ֘רִ֚ים יֻלָּ֗דוּ וַתְּח֣וֹלֵֽל אֶ֣רֶץ וְתֵבֵ֑ל וּמֵֽעוֹלָ֥ם עַד־ע֜וֹלָ֗ם אַתָּ֥ה אֵֽל                              |
| 3          | תָּשֵׁ֣ב אֱ֖נוֹשׁ עַד־דַּכָּ֑א וַ֜תֹּ֗אמֶר שׁ֣וּבוּ בְנֵֽי־אָדָֽם                                                   |
| 4          | כִּ֚י אֶ֪לֶף שָׁנִ֡ים בְּֽעֵינֶ֗יךָ כְּי֣וֹם אֶ֖תְמוֹל כִּ֥י יַֽעֲבֹ֑ר וְאַשְׁמ֘וּרָ֥ה בַלָּֽיְלָה                                  |
| 5          | זְרַמְתָּם שֵׁנָ֣ה יִֽהְי֑וּ בַּ֜בֹּ֗קֶר כֶּֽחָ֘צִ֥יר יַֽחֲלֹֽף                                                       |
| 6          | בַּבֹּקֶר יָצִ֣יץ וְחָלָ֑ף לָ֜עֶ֗רֶב יְמ֘וֹלֵ֥ל וְיָבֵֽשׁ                                                       |
| 7          | כִּֽי־כָלִ֥ינוּ בְאַפֶּ֑ךָ וּבַֽחֲמָֽתְךָ֥ נִבְהָֽלְנוּ                                                          |
| 8          | שַׁתָּ֣ה (כתיב שַׁתָּ֣) עֲו‍ֹֽנֹתֵ֣ינוּ לְנֶגְדֶּ֑ךָ עֲ֜לֻמֵ֗נוּ לִמְא֥וֹר פָּנֶֽיךָ                                         |
| 9          | כִּ֣י כָל־יָ֖מֵינוּ פָּנ֣וּ בְעֶבְרָתֶ֑ךָ כִּלִּ֖ינוּ שָׁנֵ֣ינוּ כְמוֹ־הֶֽגֶה                                           |
| 10         | יְמֵ֚י שְׁנוֹתֵ֨ינוּ \| בָּהֶ֨ם שִׁבְעִ֪ים שָׁנָ֡ה וְאִ֚ם בִּגְבוּרֹ֨ת \| שְׁמ֘וֹנִ֚ים שָׁנָ֗ה וְ֖רָהְבָּם עָמָ֣ל וָאָ֑וֶן כִּ֘י גָ֥ז חִ֜֗ישׁ וַנָּעֻֽפָה |
| 11         | מִֽי־י֖וֹדֵעַ עֹ֥ז אַפֶּ֑ךָ וּ֜כְיִרְאָֽתְךָ֗ עֶבְרָתֶֽךָ                                                         |
| 12         | לִמְנ֣וֹת יָ֖מֵינוּ כֵּ֥ן הוֹדַ֑ע וְ֜נָבִ֗א לְבַ֣ב חָכְמָֽה                                                    |
| 13         | שׁוּבָ֣ה יְ֖הֹוָה עַד־מָתָ֑י וְ֜הִנָּחֵ֗ם עַל־עֲבָדֶֽיךָ                                                      |
| 14         | שַׂבְּעֵ֣נוּ בַבֹּ֣קֶר חַסְדֶּ֑ךָ וּנְרַ֘נְּנָ֥ה וְ֜נִשְׂמְחָ֗ה בְּכָל־יָמֵֽינוּ                                              |
| 15         | שַׂמְּחֵנוּ כִּימ֣וֹת עִנִּיתָ֑נוּ שְׁ֜נ֗וֹת רָ֘אִ֥ינוּ רָעָֽה                                                    |
| 16         | יֵֽרָאֶ֣ה אֶל־עֲ֖בָדֶיךָ פָּֽעֳלֶ֑ךָ וַֽ֜הֲדָֽרְךָ֗ עַל־בְּנֵיהֶֽם                                                    |
| 17         | וִיהִ֚י נֹ֨עַם \| אֲדֹנָ֥י אֱלֹהֵ֗ינוּ עָ֫לֵ֥ינוּ וּמַֽעֲשֵׂ֣ה יָ֖דֵינוּ כּֽוֹנְנָ֣ה עָלֵ֑ינוּ וּמַֽ֘עֲשֵׂ֥ה יָ֜דֵ֗ינוּ כּֽוֹנְנֵֽהוּ             |

### Versão Almeida Corrigida Fiel
O texto a seguir está relatado conforme a versão Almeida Corrigida Fiel:
1. SENHOR, tu tens sido o nosso refúgio, de geração em geração.
2. Antes que os montes nascessem, ou que tu formasses a terra e o mundo, mesmo de eternidade a eternidade, tu és Deus.
3. Tu reduzes o homem à destruição; e dizes: Tornai-vos, filhos dos homens.
4. Porque mil anos são aos teus olhos como o dia de ontem que passou, e como a vigília da noite.
5. Tu os levas como uma corrente de água; são como um sono; de manhã são como a erva que cresce.
6. De madrugada floresce e cresce; à tarde corta-se e seca.
7. Pois somos consumidos pela tua ira, e pelo teu furor somos angustiados.
8. Diante de ti puseste as nossas iniqüidades, os nossos pecados ocultos, à luz do teu rosto.
9. Pois todos os nossos dias vão passando na tua indignação; passamos os nossos anos como um conto que se conta.
10. Os dias da nossa vida chegam a setenta anos, e se alguns, pela sua robustez, chegam a oitenta anos, o orgulho deles é canseira e enfado, pois cedo se corta e vamos voando.
11. Quem conhece o poder da tua ira? Segundo és tremendo, assim é o teu furor.
12. Ensina-nos a contar os nossos dias, de tal maneira que alcancemos corações sábios.
13. Volta-te para nós, Senhor; até quando? Aplaca-te para com os teus servos.
14. Farta-nos de madrugada com a tua benignidade, para que nos regozijemos, e nos alegremos todos os nossos dias.
15. Alegra-nos pelos dias em que nos afligiste, e pelos anos em que vimos o mal.
16. Apareça a tua obra aos teus servos, e a tua glória sobre seus filhos.
17. E seja sobre nós a formosura do Senhor nosso Deus, e confirma sobre nós a obra das nossas mãos; sim, confirma a obra das nossas mãos.

## Autoria e data
Por seu cabeçalho ("Oração de Moisés, homem de Deus") este salmo é atribuído a Moisés, sendo escrito por volta do século XIII a.C., sendo então o primeiro Salmo a ser escrito cronologicamente. Entretanto, alguns autores sugerem que o salmo foi escrito mais tarde, porém, mesmo de uma perspectiva literalista bíblica, não se pode assumir com certeza que este é o salmo mais antigo, porque alguns salmos são anônimos e, portanto, "não sabemos quem os escreveu ou quando", apesar de que "o mais importante não é a sua data, mas sim o seu conteúdo, mensagem e significância".

## Usos

### Judaísmo
- É recitado durante o Pesukei dezimra, o Sabá, o Yom Tov e o Hoshaná Rabá.[7]
- É recitado no Sabá Nachamu (o Sabá após o Tishá BeAv) em algumas tradições.[8]
- O versículo 17 é recitado após o Motzei Shabbat Maariv[9] e o primeiro parágrafo do Shemá durante as orações da hora de dormir.[10]
- O Salmo 90 é um dos dez salmos do Tikkun HaKlali do Rebe Nachman de Breslau.[11][12]

### Novo Testamento
- O versículo 4 é citado em II Pedro 3:8.[4]

### Cristianismo
- O hino "O God, Our Help in Ages Past" é uma versão lírica do Salmo 90 escrita por Isaac Watts, em 1719.[13]